# ホラアナヒョウ
ホラアナヒョウ(Panthera pardus spelaea)はヒョウの絶滅亜種。更新世後期に生息していた。

## 概要

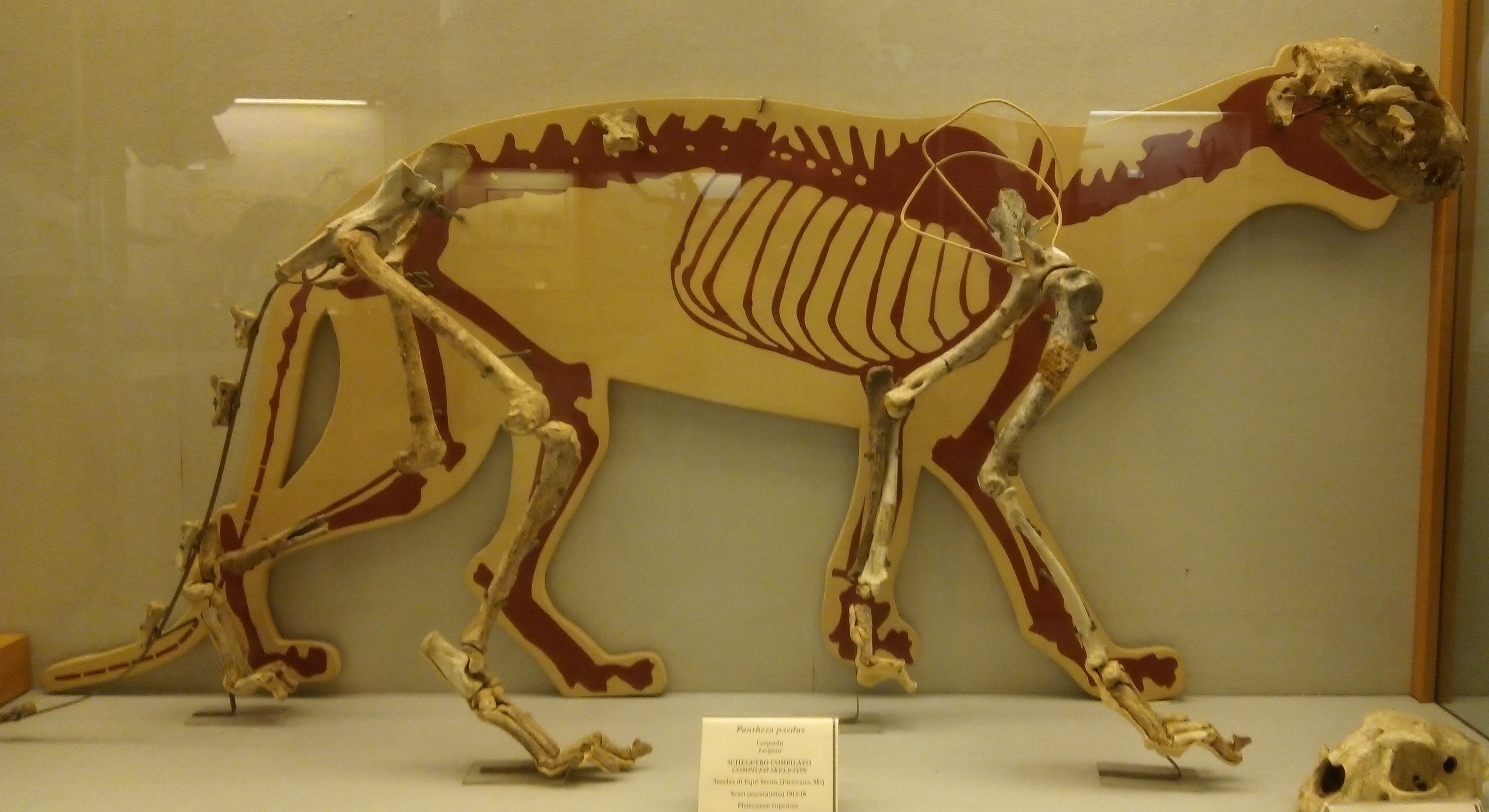
Museo di storia naturale (Florence) - Panthera pardus spelaea 2

ホラアナヒョウの頭骨は中型であり、ペルシャヒョウに近い大きさだったという。ショーヴェ洞窟の壁画にこの動物と思われるものがあるが、現代のヒョウに似た毛皮のものであった。斑点はペルシャヒョウのように大きかったかは不明だが、地毛の色はユキヒョウやペルシャヒョウに近い淡い色だったという。
主に山岳地帯や高山帯の北方林、あるいは森林限界線より上の山岳地帯に生息していたと考えられており、肉食性だったとされている。アイベックス、シカ、イノシシなどを襲っていたのだろう。
主な分布圏はフランス、ドイツ、スイス、イギリス、ポーランド、ギリシャなど。約 60 万年前から見られるようになり、約 24,000 年前にはヨーロッパの大部分で絶滅した。